# Sojuz TMA-09M
Sojuz TMA-09M je ruská kosmická loď řady Sojuz. Dne 28. května 2013 odstartovala z kosmodromu Bajkonur k Mezinárodní vesmírné stanici (ISS), kam dopravila tři členy Expedice 36, Fjodora Jurčichina, Lucu Parmitano a Karen Nybergovou. Poté zůstala u ISS jako záchranná loď až do listopadu 2013, kdy se s ní stejná trojice kosmonautů vrátila na Zem.

## Posádka
Hlavní:
- Fjodor Jurčichin (4), velitel, Roskosmos (CPK)
- Luca Parmitano (1), palubní inženýr 1, ESA
- Karen Nybergová (2), palubní inženýr 2, NASA

V závorkách je uveden dosavadní počet letů do vesmíru včetně této mise.
Záložní:
- Michail Ťurin, Roskosmos (CPK)
- Richard Mastracchio, NASA
- Kóiči Wakata, JAXA

## Průběh letu
Kosmická loď Sojuz TMA-09M nesená raketou Sojuz FG odstartovala z kosmodromu Bajkonur 28. května 2013 v 20:31:24 UTC. Se stanicí se spojila po šestihodinovém letu 29. května 2013 ve 02:10 UTC.
Po 166 dnech letu se 10. listopadu 2013 ve 23:26 UTC se Jurčichin, Parmitano a Nybergová s lodí odpojili od stanice a ve 02:49 UTC druhého dne přistáli v kazašské stepi u Džezkazganu; let trval 166 dní, 6 hodin a 17 minut.